# Raymond Hackett
Raymond Hackett, noto anche con lo pseudonimo di Master Raymond Hackett (New York, 15 luglio 1902 – Los Angeles, 7 luglio 1958), è stato un attore statunitense.
Dal 1907 al 1915 (tra i 5 e i 13 anni d'eta) fu un celebrato attore bambino al teatro e al cinema. Da giovane attore conobbe quindi un'altra stagione di successo agli inizi del cinema sonoro e ancora in teatro, per ritirarsi quindi dal mondo dello spettacolo alla metà degli anni Trenta.

## Biografia
Raymond Hackett nacque New York nel 1902. La madre, l'attrice Florence Hackett, lo avviò fin da giovanissimo alla carriera attoriale, assieme al fratello maggiore Albert Hackett. Raymond debuttò a Broadway già nel 1907 in The Toymaker of Nuremberg, cui seguono altre produzioni di successo, culminate con la partecipazione al Peter Pan con Maude Adams nel 1912. Dal 1912 al 1917 lavorò come attore bambino per il cinema, girando una dozzina di film, talora al fianco della madre o del fratello.
Dopo un periodo di pausa con il passaggio dall'adolescenza, la sua carriera riprese vigore come giovane attore al cinema (dove tra il 1919 e il 1922 partecipò ad altri 3 film), ma soprattutto a Broadway dove tra il 1918 e il 1927 fu impegnato in numerose produzioni teatrali. Nel suo spettacolo di maggior successo, The Cradle Snatcher (1925-26), recitò al fianco di attori come Humphrey Bogart, Mary Boland e Edna May Oliver. Tra il 1927 e il 1931 conobbe un'altra stagione di successo in film come Madame X (1929), Manhattan Serenade (1929), Gabbia di matti (1930) e Ragazze che sognano (1930). Tornò poi in teatro a Broadway in numerose produzioni. La carriera parallela dei due fratelli Hackett a questo punto si interruppe. Albert si dedicò all'attività di drammaturgo e di sceneggiatore (per la quale è oggi soprattutto ricordato), mentre Raymond si ritirò dalla scene nel 1935, dopo il matrimonio con l'attrice Blanche Sweet.
Morì a Los Angeles nel 1958, all'età di 55 anni. Le sue ceneri sono sepolte a Los Angeles nel Chapel of the Pines Crematory.

## Vita personale
Nel 1927 sposò l'attrice Myra Hampton, dalla quale ebbe un figlio, ma il matrimonio si concluse con il divorzio nel 1935. Lo stesso anno sposò in seconde nozze l'attrice Blanche Sweet, con la quale trascorrerà il resto della sua vita.

## Riconoscimenti
- Young Hollywood Hall of Fame[5]

## Filmografia

### Cortometraggi
- A Matter of Business (1912)
- Little Boy Blue (1912)
- The Spoiled Child, regia di John Ince (1912)
- A Child's Devotion (1912)
- Two Boys, regia di Arthur V. Johnson  (1912)
- Annie Rowley's Fortune, regia di Arthur V. Johnson  (1913)
- Longing for a Mother, regia di Lloyd B. Carleton (1913)
- The Price of a Ruby, regia di Harry Myers (1914)
- The Shadow of Tragedy, regia di Arthur V. Johnson  (1914)
- Siren of Corsica, regia di Joseph W. Smiley (1915)
- The White Mask, regia di Joseph W. Smiley (1915)
- A Prince of Peace, regia di Edgar Jones (1915)
- Manhattan Serenade, regia di Sammy Lee (1929)

### Lungometraggi
- The Ringtailed Rhinoceros, regia di George Terwilliger (1915)
- The Cruise of the Make-Believes, regia di George Melford (1918)
- Ginger, regia di Burton George (1919)
- The Country Flapper, regia di F. Richard Jones (1922)
- Gli amori di Sonia (The Love of Sunya), regia di Albert Parker (1927)
- Faithless Lover, regia di Lawrence C. Windom (1928)
- The Trial of Mary Dugan, regia di Bayard Veiller (1929)
- Madame X, regia di Lionel Barrymore (1929)
- The Girl in the Show, regia di Edgar Selwyn (1929)
- Footlights and Fools, regia di William A. Seiter (1929)
- Gabbia di matti (Not So Dumb), regia di  King Vidor (1930)
- Numbered Men, regia di Mervyn LeRoy (1930)
- La moglie bella (Let Us Be Gay), regia di Robert Z. Leonard (1930)
- Ragazze che sognano (Our Blushing Brides), regia di Harry Beaumont (1930)
- On Your Back, regia di Guthrie McClintic (1930)
- Il lupo dei mari (The Sea Wolf), regia di Alfred Santell (1930)
- The Cat Creeps, regia di Rupert Julian e John Willard (1930)
- Il richiamo dei figli (Seed), regia di John M. Stahl (1931)

## Teatro
- The Toymaker of Nuremberg (1907)
- The Awakening of Helena Richie (1909-10)
- As a Man Thinks (1911)
- Peter Pan (1912-13)
- The Copperhead (1918)
- Abraham Lincoln (1919-20)
- The Outrageous Mrs. Palmer (1920)
- The Man in the Making (1921)
- Broken Branches (1922)
- Dreams For Sale (1922)
- Glory (1922-23)
- Cradle Snatchers (1925-26)
- Nightstick (1927-28)
- Adam Had Two Sons (1932)
- Camille (1932)
- Conquest (1933)
- Nine Pine Street (1933)
- Piper Paid (1934-35)